# Isotype

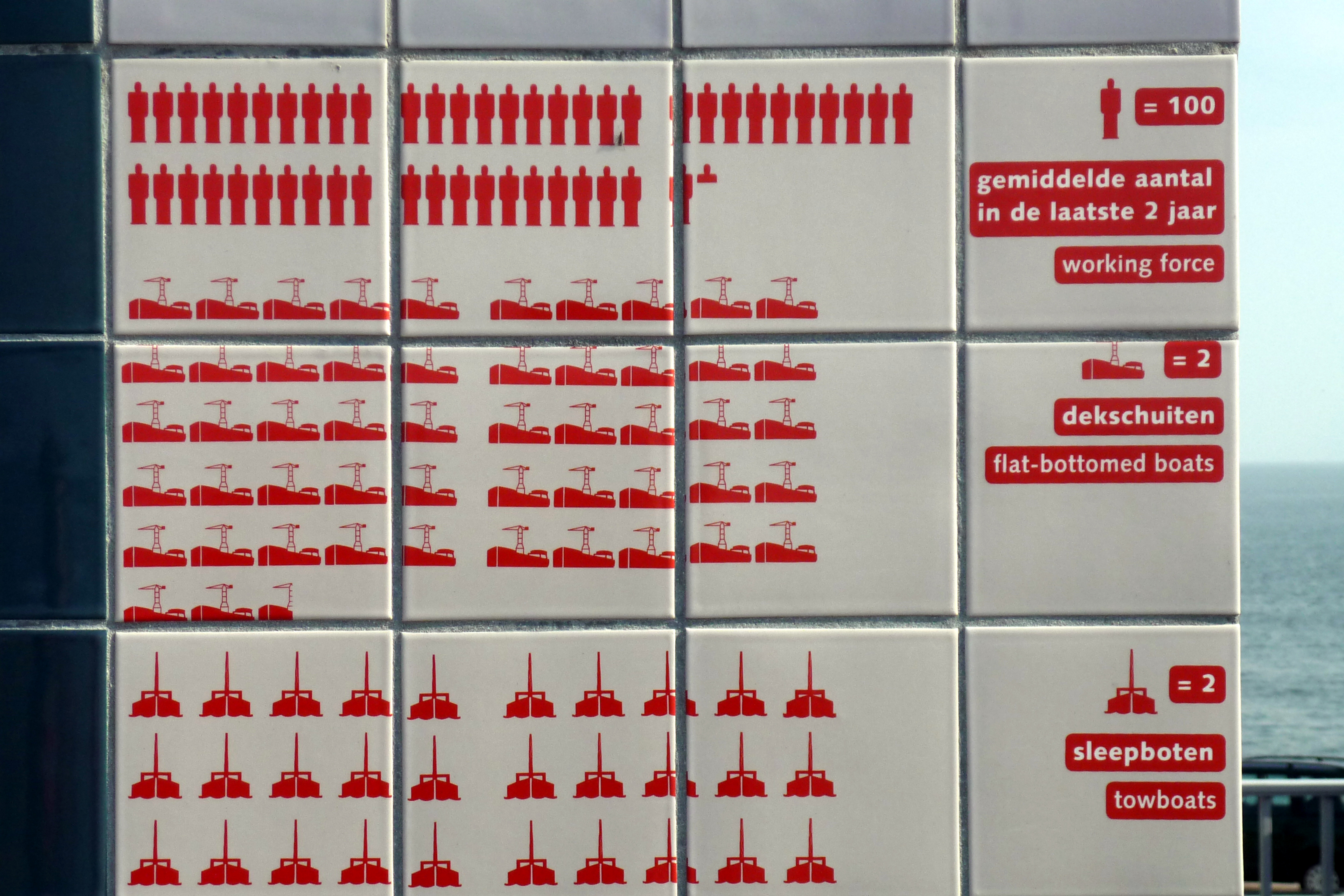
Typisch Isotype grafiek

Isotype (Engels: International System of Typographic Picture Education) is een systeem van pictogrammen dat ontworpen is door de Oostenrijkse econoom en socioloog Otto Neurath. Hij ontwikkelde het systeem in de jaren twintig voor informatieoverdracht aan jonge kinderen onder het motto 'een beeld zegt meer dan 1000 woorden'. 
Vanaf 1928 schakelde hij kunstenaars in bij het ontwikkelen van zijn Isotypes, waarbij met name de Duits-Nederlandse graficus Gerd Arntz een belangrijke bijdrage heeft geleverd. Een belangrijk deel van het werk van Neurath en Arntz kwam tot stand in Den Haag, waar beiden op de vlucht voor het nazisme verbleven. Gerd Arntz was in Nederland in dienst van het Centraal Bureau voor de Statistiek.